# Gertrudes de Helfta
Santa Gertrudes de Helfta ou Santa Gertrudes, a Grande (Eisleben, 6 de janeiro de 1256 – 1302) foi uma beneditina, mística e teóloga alemã. 

## Biografia
Nada se sabe sobre seus pais, donde se supõe ter sido órfã.
Ainda criança, com cerca de 5 anos, ingressou no mosteiro de Santa Maria de Helfta, sob a direção da abadessa Gertrudes de Hackeborn. Eventualmente é confundida essa com sua abadessa, motivo pelo qual em algumas imagens aparece, erradamente, segurando um báculo. Alguns estudiosos referem-se ao mosteiro como cisterciense, pois foi fundado por sete irmãs da comunidade de Halberstadt. 

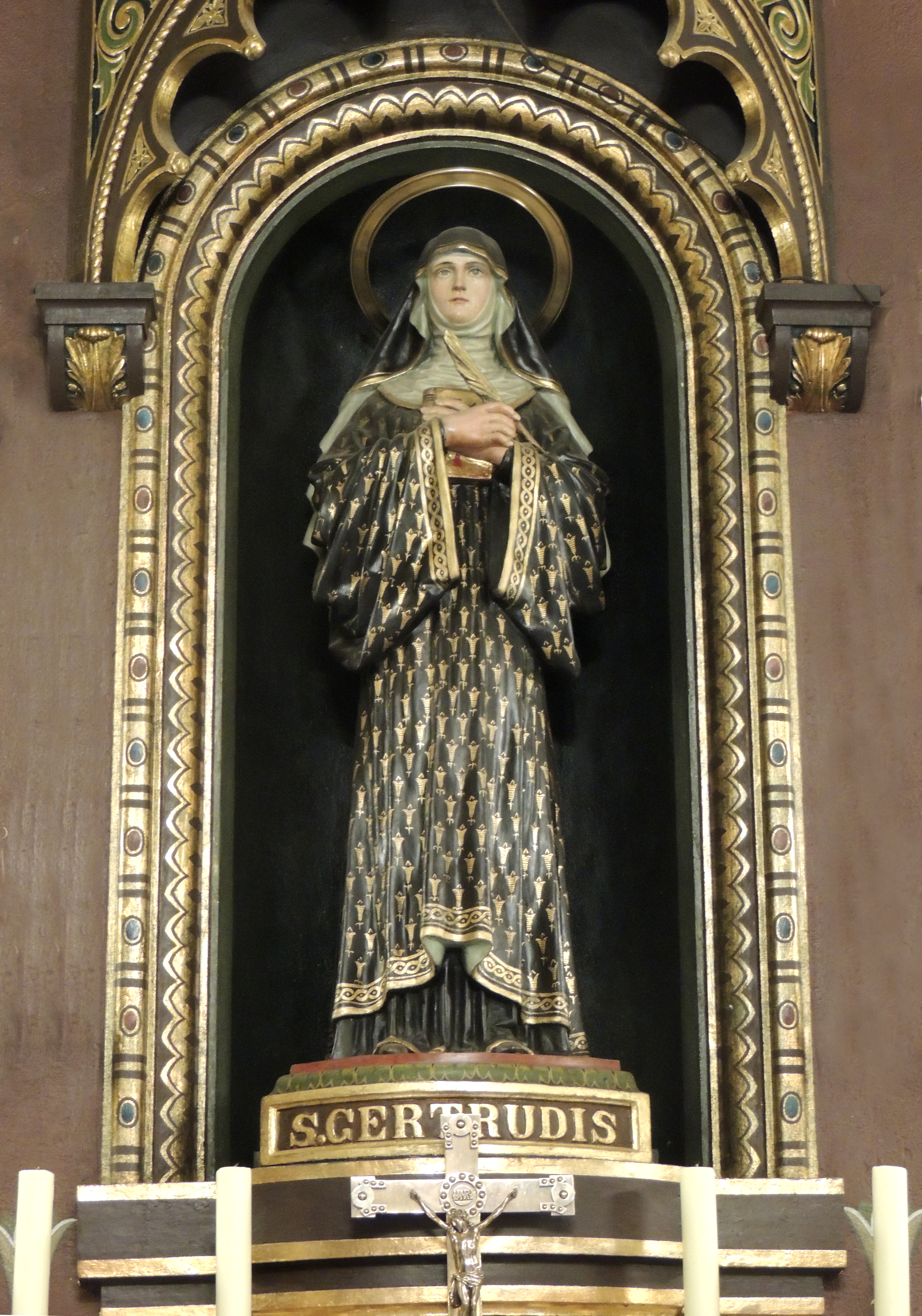
Santa Gertrudes na Basílica de Nossa Senhora da Assunção do Mosteiro de São Bento na cidade de São Paulo, obra de Adrien Henri Vital van Emelen.

Aí não terá desempenhado cargos importantes, ou ao menos só se conhece que foi cantora e que se dedicou aos estudos. Depois que experimentou a conversão a Deus, iniciou uma caminhada de perfeição na vida religiosa, voltando seus talentos para o estudo das escrituras e teologia. Produziu numerosos textos, mas somente três são conhecidos e isso deve-se à altura em que os cartuxos de Colónia imprimem o Memorial em 1536. Entre eles estão: Revelações do Amor Divino, parcialmente escrito com outras monjas da comunidade, e Exercícios Espirituais. A aceitação e êxito foi enorme, e produziu-se toda uma corrente espiritual em torno a ela que se traduziu em reedições contínuas de seus escritos e numerosas biografias.
Teve várias experiências místicas, incluindo uma visão de Jesus, convidando-a a repousar sua cabeça em seu peito para ouvir seu coração batendo no compasso do divino amor.
Morreu em Helfta, em torno de 1302.
Sua festa é celebrada em 16 ou 17 de Novembro, mas a data exata confunde-se com os registos da abadessa Gertrudes.
Foi canonizada pelo Papa Clemente XII no ano de 1677.

## Devoção ao Sagrado Coração
Uma das santas mais estimadas do Ocidente cristão, ela foi uma notável devota precoce do Sagrado Coração de Jesus. O livro 2 do Arauto do Amor Divino é notável na história da devoção cristã, porque suas descrições vívidas das visões de Gertrude mostram uma elaboração considerável da veneração de longa data, mas mal definida, do coração de Cristo. Esta veneração estava presente na crença de que o coração de Cristo derramou uma fonte redentora através da ferida ao Seu lado; uma imagem culminando em sua mais famosa articulação de Bernardo de Claraval em seu comentário sobre o cântico das canções. As mulheres de Helfta, Gertrude acima de tudo, que certamente conheciam os comentários de Bernardo tornaram essa devoção central para suas visões místicas. Gertrude teve uma visão na festa de João Evangelista em 27 de dezembro. Ela estava descansando a cabeça perto da ferida no lado do Salvador e ouvindo as batidas do Coração Divino. Ela perguntou a João se, na noite da Última Ceia, ele havia sentido essas pulsações, por que nunca havia falado sobre o fato. João respondeu que essa revelação havia sido reservada para as eras subseqüentes quando o mundo, depois de esfriado, precisaria disso para reavivar seu amor.

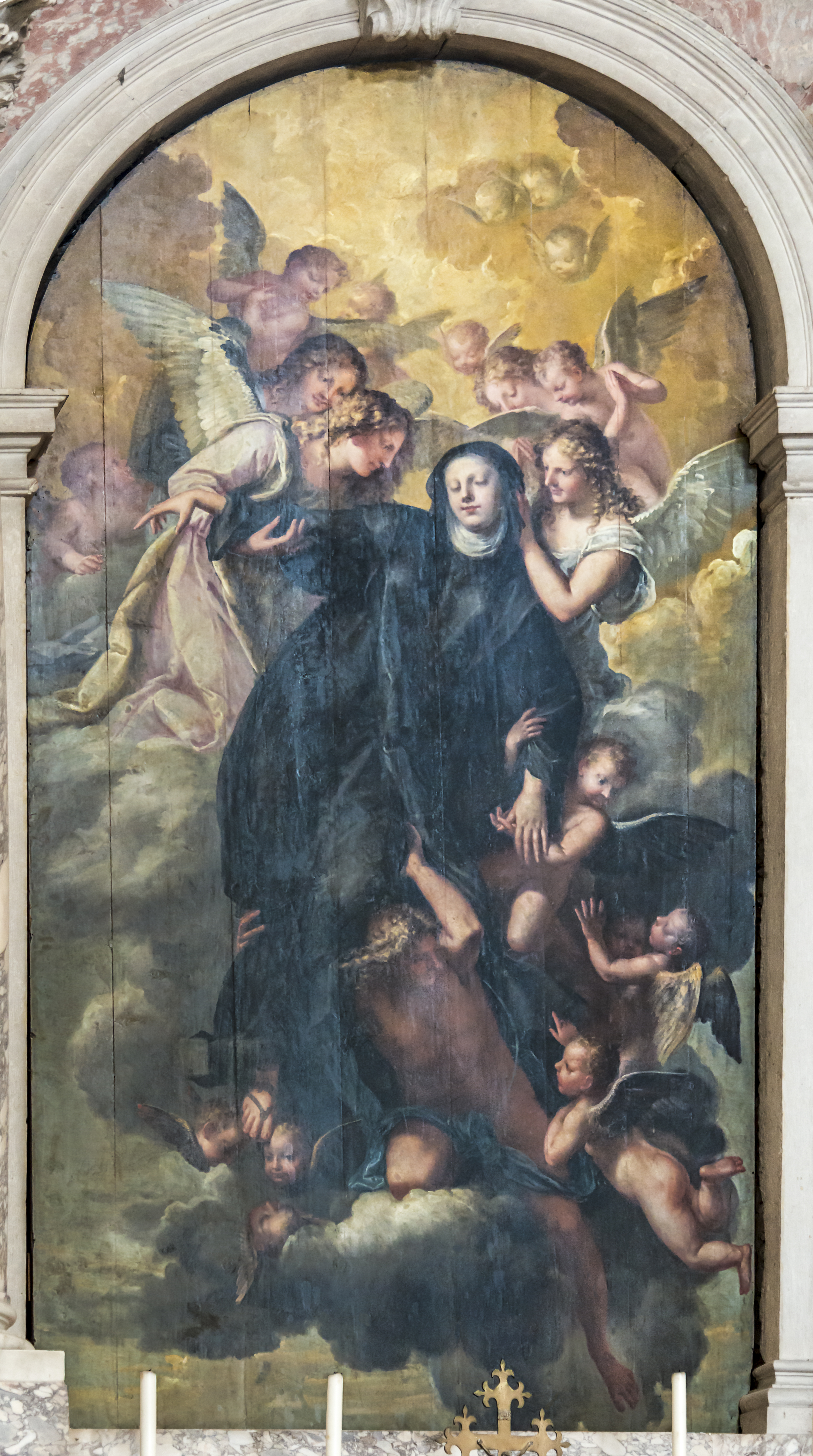
êxtase de Santa Gertrude por Pietro Liberi.

Santa Gertrudes nunca foi formalmente canonizada, pois na Idade Média, não havia um procedimento tão formal como hoje. Durante séculos, santos eram reconhecidos pelo culto local e pela aprovação do Papa ou do bispo local. No caso de Santa Gertrudes, além de seu histórico de contato com outros grandes nomes reconhecidos pela Igreja Católica, suas experiências e escritos místicos estão dentre os primeiros registros definitivos de um amor explícito ao Sagrado Coração de Jesus, e pelo nível extenso e profundo de seus escritos quanto a esse tema pouco explorado em sua época, Gertrudes é vista como a precursora dessa devoção, tudo isso levou ao reconhecimento litúrgico sem um decreto formal de canonização.
Dentre as formalidades para Santa Gertrudes, um escritório litúrgico de oração, leituras e hinos em sua homenagem foi aprovado por Roma em 1606, e a sua Festa foi estendida à Igreja Católica por Clemente XII em 1677, sendo hoje comemorada em 16 de novembro a data de sua morte.
Algumas comunidades religiosas, incluindo os beneditinos, comemoram sua festa em 17 de novembro. O Papa Bento XIV deu a ela o título de "A Grande" para distingui-la da abadessa Gertrude, de Hackeborn, e reconhecer a profundidade de sua visão espiritual e teológica.

Gertrude mostrou "terna simpatia pelas almas do purgatório" e pediu orações por elas. Ela é, portanto, invocada por sofrer almas no purgatório. A oração a seguir é atribuída a St. Gertrude e é frequentemente descrita em seu cartão de oração:
Pai eterno, eu ofereço a você o sangue mais precioso do teu Filho Divino, Jesus, em união com as missas ditas hoje em todo o mundo, por todas as almas sagradas no purgatório, pelos pecadores em todos os lugares, pelos pecadores na igreja universal, pelos que estão em minha própria casa e na minha família. Amém.
Talvez por esse motivo, seu nome tenha sido anexado a uma oração que, de acordo com uma lenda de origem e data incertas (nem encontrada nas Revelações de Santa Gertrudes, a Grande), Cristo prometeu libertar mil almas do purgatório cada vez que foi dito, dizia-se; apesar do fato de que as práticas relativas às supostas promessas de libertar uma ou mais almas do purgatório pela recitação de alguma oração foram proibidas pelo Papa Leão XIII. No entanto, o material encontrado em suas revelações, como a celebração das missas gregorianas pelos que partiram, está bem alinhado com as devoções aprovadas pela Igreja Católica.